# 손강국
손강국(1973년 6월 29일 ~ )은 대한민국의 배우이다.

## 학력
- 서울예술대학 연극과

## 출연작

### 영화
- 《그 노래》 (2023년) - 형구 역
- 《천사는 바이러스》 (2021년) - 주민센터장 역
- 《성난황소》 (2018년) - 경리계 근무자 역
- 《죄 많은 소녀》 (2018년) - 영희 부 역
- 《어른도감》 (2018년) - 광개토형 역
- 《허스토리》 (2018년) - 난징 가이드 역
- 《나를 기억해》 (2018년) - 최규동 기자 역
- 《조작된 도시》 (2017년) - 청소팀 역
- 《곡성》 (2016년) - 오성복 역
- 《숨바꼭질》 (2014년) - 영호 역
- 《응징자》 (2013년) - 담임 역
- 《화이: 괴물을 삼킨 아이》 (2013년) - 음주단속 경찰 역
- 《황해》 (2010년) - 보은 경찰 1 역
- 《파주》 (2009년) - 심복 역
- 《나비》 (2003년) - 사시미 2 역
- 《살인의 추억》 (2003년) - 동료 형사 역
- 《동감》 (2000년) - 햄 동아리 2 역

### 드라마
- 《트리거》 (2025년, Disney+) - 김용균 역
- 《더 글로리 Part.2》 (2023년, Netflix) - 최동규 역
- 《재벌집 막내아들》 (2022년, JTBC) - 송기호 역
- 《경이로운 소문》 (2020년, OCN) - 최수룡 서장 역
- 《친애하는 판사님께》 (2018년, SBS)
- 《작은 신의 아이들》 (2018년, OCN)
- 《슬기로운 감빵생활》 (2017년, tvN) - 택시기사 역
- 《황금빛 내 인생》 (2017년, KBS2) - 이부장 역
- 《특수사건 전담반 TEN 2》 (2013년, OCN)